# Línea 1B (Urbanos de Arroyomolinos)
La línea 1B de la red de autobuses urbanos de Arroyomolinos es una línea circular que bordea la ciudad en el sentido contrario al de las agujas del reloj. El sentido contrario lo proporciona la línea 1A.

## Características
Fue puesta en servicio el 20 de febrero de 2023, junto con la línea 1A, sustituyendo la línea 1 existente hasta la fecha. Establece su cabecera de regulación en el barrio de Zarzalejo, y al igual que su antecesora, no funciona los fines de semana ni festivos.
La línea circula exclusivamente por el término municipal de Arroyomolinos. Como bien se expresa en la numeración interna del CRTM, recibe el número 1B015. El primer dígito corresponde a la línea, en este caso la línea 1B. Y los últimos tres dígitos corresponden al municipio por el que circula, en este caso 015 corresponde al municipio de Arroyomolinos.
La línea mantiene los mismos horarios todo el año (exceptuando las vísperas de festivo y festivos de Navidad) circulando sólo de lunes a viernes laborables.
Es operada por la empresa Martín, mediante concesión administrativa del Consorcio Regional de Transportes de Madrid.

## Horarios
| Todo el año                |
| Lunes a viernes laborables |
| 06:30                      |
| 07:10                      |
| 07:55                      |
| 08:35                      |
| 09:18                      |
| 10:10                      |
| 10:55                      |
| 11:40                      |
| 12:25                      |
| 13:10                      |
| 13:55                      |
| 14:40                      |
| 15:25                      |
| 16:10                      |
| 16:55                      |
| 17:40                      |
| 18:25                      |
| 19:10                      |
| 19:55                      |
| 20:40                      |
| 21:25                      |
| 22:10                      |

Paso por la calle de Castilla y León aproximadamente 20 minutos después de su salida de la calle de Alicante. Duración del recorrido circular completo aproximadamente 30 minutos.

## Recorrido y paradas
| Código | Parada                                  | Común con       |
| ------ | --------------------------------------- | --------------- |
| 18573  | Alicante - Barcelona                    | 495 1A          |
| 20282  | Alicante - Cullera                      | 498             |
| 21032  | Algeciras - Almería                     |                 |
| 21031  | Almería - Ayamonte                      |                 |
| 19309  | Av. Atlántico - Guardia                 | 498             |
| 19308  | Comillas - Pontevedra                   | 498             |
| 19306  | Comillas - Av. Cantábrico               | 498             |
| 16217  | Av. Unión Europea - Noruega             | 495 498 499     |
| 20278  | Noruega - Instituto                     | 498             |
| 20281  | Suiza - Av. Italia                      | 498 499         |
| 16215  | Av. Unión Europea - Torrevieja          | 495 498         |
| 16213  | Río Tajo - Valdelacea                   | 496             |
| 17533  | Castilla y León - Av. Castañeras        | 496 499         |
| 12641  | Madrid - Castilla y León                | 496 499         |
| 11254  | Madrid - Urb. La Dehesa                 | 499             |
| 08171  | Ctra. Fuenlabrada - Serranillos         | 495 496 498 499 |
| 17389  | Batres - Iglesia                        | 496 499         |
| 12320  | Batres - Sierra de Gredos               | 496 499         |
| 16626  | Batres - Pza. Los Galayos               | 496 499         |
| 16631  | Pza. Los Almendros - Somosierra         | 496 499 1A      |
| 20292  | Miguel de Cervantes - Pío Baroja        |                 |
| 20290  | Emilia Pardo Bazán - Instituto          |                 |
| 12644  | Rosalía de Castro - Benito Pérez Galdós | 496 499         |
| 20289  | B. Pérez Galdós - Goya                  | 496 499         |
| 20287  | B. Pérez Galdós - Av. Mediterráneo      | 496 499         |
| 17529  | Av. Mediterráneo - Benicarló            | 495 498         |
| 18570  | Alicante - Av. Mediterráneo             | 495 498         |
| 18572  | Alicante - Castellón de la Plana        | 495 498         |
| 18573  | Alicante - Barcelona                    | 495 1A          |